# Le Temps à l'œuvre
Le Temps à l'œuvre est une exposition temporaire du Louvre-Lens qui a lieu dans le Pavillon de verre du 4 décembre 2012, jour de l'inauguration du musée, au 21 octobre 2013. Cette exposition présente un peu plus de 125 œuvres, allant de l'Antiquité jusque 2011. Le thème est la perception du temps.
Bien que la plupart de ces œuvres proviennent des collections du musée du Louvre, des œuvres ont également été prêtées par des musées régionaux tels que le MUba Eugène Leroy à Tourcoing, le musée du Mont-de-Piété de Bergues, le Château-musée de Boulogne-sur-Mer, le musée de l'hôtel Sandelin de Saint-Omer, le Musée du dessin et de l'estampe originale de Gravelines...
L'exposition étant d'accès gratuit et située dans le prolongement de La Galerie du temps, elle a accueille plusieurs centaines de milliers de visiteurs. Elle a été remplacée par Voir le sacré.

## Description
Au même titre que La Galerie du temps et Renaissance, Le Temps à l'œuvre est une des trois expositions inaugurales du Louvre-Lens, inauguré le 4 décembre 2012. Elle prend fin le 21 octobre 2013,, et laisse place quelques semaines plus tard à Voir le sacré.
Les œuvres présentées s'articulent autour de la perception du temps sous toutes ses formes, durant toutes les périodes de l'Histoire,. Le commissaire d'exposition est Pierre-Yves Le Pogam, conservateur en chef au département des Sculptures. Il est assisté d'Audrey Bodéré-Clergeau, chargée d'études documentaires au musée du Louvre.

## Fréquentation
Le Temps à l'œuvre étant dans le prolongement de La Galerie du temps, et son accès étant gratuit, il n'y a pas de distinction possible entre la fréquentation de ces deux expositions.

## Liste des œuvres
Comparativement aux autres expositions temporaires du Louvre-Lens qui ne durent que trois mois, Le Temps à l'œuvre dure dix mois et demi. Présentant de nombreuses œuvres d'arts graphiques qui sont plus fragiles que les autres types d'œuvres exposées, celles-ci sont exposées par roulement de trois mois et demi. Ainsi, ces œuvres sont désignées par la lettre A, B ou C dans leur numéro de catalogue et seront exposées respectivement de décembre 2012 à mi-mars 2013, de mi-mars à début juillet, et, enfin, de début juillet à octobre 2013.
| Illustration                                                                                                | No          | Titre | Artiste                                                     | Origine géographique                                     | Date                                                   | Technique/matériaux                                              | Dimensions                                                                    | Numéro d'inventaire | Prêteur                                                                            |
| --- | ----------- | --- | ----------------------------------------------------------- | -------------------------------------------------------- | ------------------------------------------------------ | ---------------------------------------------------------------- | ----------------------------------------------------------------------------- | --- | ---------------------------------------------------------------------------------- |
| | 1           | Scène allégorique : l'Empire du Temps sur le monde, la Fortune tenant la voile et la Mort le gouvernail,           | inconnu                                                     | France                                                   | vers 1550-1600                                         | marbre                                                           | H. 85 cm ; l. 130 cm ; ép 9 cm                                                | RF 1224 | Paris, musée du Louvre, département des sculptures                                 |
| | 2A          | Paysage avec un grand soleil,                                                                                      | Annibal Carrache                                            |                                                          | vers 1600-1609                                         | encre brune                                                      | H. 13,6 cm ; l. 19.5 cm                                                       | INV 7485 | Paris, musée du Louvre, département des Arts graphiques                            |
| | 2B          | La Nuit protégeant le Temps endormi des derniers rayons du soleil                                                  | François Primatice                                          |                                                          | entre 1541 et 1544                                     | encre brune, lavis brun et rehauts de blanc                      | H. 23,8 cm ; l. 35,4 cm                                                       | INV 8566 | Paris, musée du Louvre, département des Arts graphiques                            |
| | 2C          | La Séparation du Jour et de la Nuit,                                                                               | Guido Reni                                                  |                                                          | vers 1590-1600                                         | encre brune et lavis brun                                        | H. 32 cm ; l. 26,3 cm                                                         | INV 6681 | Paris, musée du Louvre, département des Arts graphiques                            |
| | 3A          | Cavalier nocturne                                                                                                  | inconnu                                                     | France                                                   | vers 1800-1830                                         | pierre noire et gouache                                          | H. 18 cm ; l. 25,5 cm                                                         | |                                                                                    |
| | 3B          | La Lune et ses enfants : allégorie de l'influence de la Lune sur les hommes                                        | Maarten van Heemskerck                                      |                                                          | vers 1565-1568                                         | pierre noire et encre                                            | H. 20 cm ; l. 25 cm                                                           | Inv. 80 | Bergues, musée municipal                                                           |
| | 3C          | Effet de nuit | Moggiel Versteeg                                            |                                                          | entre 1840 et 1843                                     | lavis                                                            | H. 25 cm ; l. 35,5 cm                                                         | Inv. 17 | Bergues, musée municipal                                                           |
| | 4           | Matin | Jean-Baptiste Corot                                         | environs d'Arras                                         | vers 1850-1855                                         | huile sur toile                                                  | H. 32,5 cm ; l. 46 cm                                                         | Inv. 54L | Boulogne-sur-Mer, Château-musée                                                    |
| | 6           | Effet de crépuscule,                                                                                               | Charles Cuisin                                              | environs de Troyes                                       | vers 1830-1859                                         | huile sur toile                                                  | H. 35 cm ; l. 27 cm                                                           | RF 1996-17 | Paris, musée du Louvre, département des peintures                                  |
| | 7           | Extrait du Livre de la demeure secrète : voyage du Soleil pendant les heures de la nuit,                           | inconnu                                                     | Égypte                                                   | vers 1000 av. J.-C.                                    | papyrus                                                          | H. 43 cm ; l. 62 cm ; Ép. 1,5 cm                                              | N 3109 | Paris, musée du Louvre, département des Antiquités égyptiennes                     |
| | 8           | Pierre tombale du chapelain Pierre Godin, provenant du cloître de Notre-Dame à Saint-Omer                          | artiste                                                     | Artois, nord de la France                                | vers 1450-1500                                         | pierre                                                           | H. 54 cm ; l. 73 cm                                                           | Inv. 1642 | Saint-Omer, musée de l'hôtel Sandelin                                              |
| | 9           | Cadran solaire portatif / Face extérieure ; un cadran et latitudes ; face intérieure : trois cadrans superposés    | Hieronymus Reinman                                          |                                                          | 1540                                                   | ivoire                                                           | H. 8,9 cm ; l. 5,6 cm ; pr. 5 cm                                              | Inv. A 1636 | Douai, musée de la Chartreuse                                                      |
| | 10 A        | Une Heure guidant les chevaux du Soleil,                                                                           | Attribué à Girolamo da Carpi                                |                                                          | vers 1550                                              | encre brune, pierre noire, lavis gris et rehauts de blanc        | H. 20,3 cm ; l. 25,3 cm                                                       | RF 509 | Paris, musée du Louvre, département des Arts graphiques                            |
| | 10 B        | Figure allégorique représentant la troisième heure                                                                 | inconnu                                                     | Italie                                                   | vers 1700-1750                                         | pierre noire, encre brune et aquarelle                           | H. 39,2 cm ; l. 27 cm                                                         | INV 18294 | Paris, musée du Louvre, département des Arts graphiques                            |
| | 10 C        | Figure allégorique représentant la neuvième heure,                                                                 | inconnu                                                     | Italie                                                   | vers 1700-1750                                         | pierre noire, encre brune et aquarelle                           | H. 39,2 cm ; l. 27 cm                                                         | INV 18290 | Paris, musée du Louvre, département des Arts graphiques                            |
| | 11          | Horloge de parquet,                                                                                                | William Scott                                               | Angleterre                                               | vers 1790                                              | bois laqué, vernis et incrusté et cuivre ciselé                  | H. 245 cm ; l. 45 cm (base) ; pr. 21 cm (base)                                | Inv. 981-051 | Saint-Omer, musée de l'hôtel Sandelin                                              |
| | 12          | Tablette inscrite en cunéiforme : horoscopes et observations astronomiques (dont les phases de la lune)            | inconnu                                                     | Uruk, Mésopotamie du Sud                                 | entre 305 et 64 av. J.-C.                              | argile                                                           | H. 17 cm ; l. 11 cm ; ép. 2,5 cm                                              | AO 6483 | Paris, musée du Louvre, département des Antiquités orientales                      |
| | 13          | Montre ronde indiquant notamment les âges et les phases de la lune                                                 | Herdrick van Loon                                           |                                                          | 1710 (mouvement), XVIIIe siècle (boîtier)              |                                                                  |                                                                               | OA 8416 | Paris, musée du Louvre                                                             |
| | 14          | Plafond d'une chapelle du temple de la déesse Hathor avec une représentation du zodiaque (moulage)                 | inconnu                                                     | Dendera, Égypte                                          | vers 1822 (original : 50 av. J.-C.)                    | plâtre                                                           | l. 260 cm ; l. 260 cm ; ép. 10 cm                                             | N 5401 | Paris, musée du Louvre, département des Antiquités égyptienne                      |
| | 15          | Couvercle du cercueil de Tacheretpadithor, fille de Tadiimenipet, avec une représentation du zodiaque,             | inconnu                                                     | Al-Kharga, Égypte                                        | 1re moitié du Ier siècle après J.-C.                   | bois peint                                                       | H. 170 cm ; l. 21 cm                                                          | E 31886 | Paris, musée du Louvre, département des Antiquités égyptiennes                     |
| | 16          | Coupe magique ornée des signes du zodiaque, servant à guérir ou à conjurer le mauvais sort                         | inconnu                                                     | Syrie                                                    | vers 1200-1400                                         | laiton et argent                                                 | diam. 13,8 cm ; ép. 0,2 cm ; H. 3,9 cm                                        | MAO 425 | Paris, musée du Louvre, département des Arts de l'Islam                            |
| | 17          | Tablette inscrite en cunéiforme : calendrier zodiacal du signe de la Vierge                                        | inconnu                                                     | Uruk, Mésopotamie du Sud (Irak)                          | vers 200-180 av. J.-C.                                 | argile                                                           | H. 12 cm ; l. 18 cm                                                           | AO 6448 | Paris, musée du Louvre, département des Antiquités orientales                      |
| | 18          | Pilon de mortier orné du signe du zodiaque de la Vierge                                                            | inconnu                                                     | Alep ou région de la Jezireh, Syrie                      | vers 1200-1250                                         | bronze incrusté d'argent et de pâte noire                        | diam. 5,9 cm ; l. 23,2 cm                                                     | MAO 162 | Paris, musée du Louvre, département des Arts de l'Islam                            |
| | 19          | Pilastre provenant de l'église des Grands Augustins : quatre planètes et six signes du zodiaque                    | inconnu                                                     | Paris                                                    | vers 1500-1511                                         | pierre                                                           | H. 100 cm ; l. 29 cm ; pr. 16 cm                                              | RF 3139 | Paris, musée du Louvre, département des Sculptures                                 |
| | 20 A        | Projet de décor avec les signes du zodiaque                                                                        | Entourage de François Primatice                             |                                                          | vers 1560                                              | encre noire et lavis gris                                        | H. 29,4 cm ; l. 33 cm                                                         | INV 8581 | Paris, musée du Louvre, département des Arts graphiques                            |
| | 20 B        | Projet d'horloge monumentale avec les signes du zodiaque,                                                          | Nicolò dell'Abbate                                          |                                                          | vers 1550-1552                                         | encre brune, lavis beige et de sanguine et rehauts de blanc      | H. 41,4 cm ; l. 28,2 cm                                                       | INV 5881 | Paris, musée du Louvre, département des Arts graphiques                            |
| | 20 C        | Projet de plafond avec le Jour, la Nuit et les signes du zodiaque                                                  | Giuseppe Passeri                                            |                                                          | vers 1700                                              | encre brune, lavis brun et de sanguine et rehauts de blanc       | H. 34,9 cm ; l. 28,7 cm                                                       | INV 3447 | Paris, musée du Louvre, département des Arts graphiques                            |
| | 21          | Globe céleste | Arnould de Vuez, d'après V. M. Coronelli et J. B. Corneille |                                                          | 1693                                                   | estampe sur armature de bois et toile plâtrée                    | H. 150 cm (globe et socle) ; diam. 150 cm                                     | Inv. XoA3 | Lille, palais des beaux-arts                                                       |
| | 22          | Lion de la colonne de Juillet, dit aussi Lion du zodiaque                                                          | Antoine-Louis Barye                                         |                                                          | 1857 (1re édition ; modèle en 1834)                    | bronze                                                           | H. 20,5 cm ; l. 45 cm ; pr. 6 cm                                              | OA 5862 | Paris, musée du Louvre, département des Sculptures                                 |
| Janvier. · Février. · Mars. · Avril. · Mai. · Juin. · Juillet. · Août. · Septembre. · Novembre. · Décembre. | 23          | Onze assiettes : travaux agricoles des mois de l'année,                                                            | Pierre Raymond                                              |                                                          | vers 1568-1575                                         | émail peint sur cuivre                                           | diam. 20,5 cm                                                                 | OA N 1290 OA N 1291 OA N 1292 OA N 1293 OA N 1294 OA N 1295 OA N 1296 OA N 1297 OA N 1298 PPO02417-2 PPO02417-3                                                       | Paris, musée du Louvre, département des Objets d'art Paris, musée du Petit Palais  |
| | 24 A        | Les mois de l'année : travaux agricoles et occupations aristocratiques (janvier à mars),                           | Virgil Solis                                                |                                                          | vers 1530-1560                                         | encre noire                                                      | H. 17,3 cm ; l. 25 cm                                                         | INV 18901 INV 18901 A INV 18901 B | Paris, musée du Louvre, département des Arts graphiques                            |
| | 24 B        | Les mois de l'année : travaux agricoles et occupations aristocratiques (avril à juin),                             | Virgil Solis                                                |                                                          | vers 1530-1560                                         | encre noire                                                      | H. 17,3 cm ; l. 25 cm                                                         | INV 18901 C INV 18901 D INV 18901 E | Paris, musée du Louvre, département des Arts graphiques                            |
| | 24 C        | Les mois de l'année : travaux agricoles et occupations aristocratiques (juillet à septembre),                      | Virgil Solis                                                |                                                          | vers 1530-1560                                         | encre noire                                                      | H. 17,3 cm ; l. 25 cm                                                         | INV 18901 F INV 18901 G INV 18901 H | Paris, musée du Louvre, département des Arts graphiques                            |
| | 25          | Les mois de l'année : travaux agricoles et occupations aristocratiques (janvier à septembre)                       | Antonio Tempesta                                            |                                                          | 1599                                                   | estampe                                                          | H. 19,5 cm ; l. 27 cm                                                         | 2006.08.024 3 (02) 2001.14.002 0 2006.08.024 3 (04) 2006.08.024 3 (05) 2006.08.024 3 (06) 2006.08.024 3 (07) 2006.08.024 3 (08) 2006.08.024 3 (09) 2006.08.024 3 (10) | Gravelines, musée du Dessin et de l'Estampe originale                              |
| | 26          | Mosaïque funéraire à décor chrétien                                                                                | inconnu                                                     | Pupput (Tunisie)                                         | vers 375-425 après J.-C.                               | marbre, calcaire et pâte de verre                                | H. 85 cm ; l. 200 cm                                                          | Ma 3334 | Paris, musée du Louvre, département des Antiquités grecques, étrusques et romaines |
| | 27          | Plaque funéraire de la religieuse recluse Olardis provenant de l'abbaye de Saint-Amand,                            | inconnu                                                     | Nord de la France                                        | 1078                                                   | plomb                                                            | H. 16,5 cm ; l. 14,8 cm                                                       | D.51.77 | Saint-Amand-les-Eaux, musée municipal                                              |
| | 28          | Stèle funéraire d'Amat, décédée en l'an 606 du calendrier de l'Hégire,                                             | inconnu                                                     | Sud du Hedja (Arabie saoudite) ou îles Dahlak (Érythrée) | 1209                                                   | roche volcanique (basalte)                                       |                                                                               | MAO 914 | Paris, musée du Louvre, département des Arts de l'Islam                            |
| | 29          | Sceau d'époque akkadienne : divinités symbolisant le début de l'année à l'équinoxe du printemps (21 mars)          | inconnu                                                     | Mésopotamie (Irak)                                       | entre 2350 et 2200 av. J.-C.                           | serpentine                                                       | H. 3 cm ; diam. 1,8 cm                                                        | AO 11569 | Paris, musée du Louvre, département des Antiquités orientales                      |
| | 30          | Gourde inscrite avec un vœu de bonne année, datée du règne du pharaon Amasis                                       | inconnu                                                     | Égypte                                                   | entre 570 et 526 av. J.-C.                             | faïence siliceuse                                                | H. 9 cm ; diam. 6,7 cm                                                        | N 803 | Paris, musée du Louvre, département des Antiquités égyptiennes                     |
| | 31 A        | La Création du monde à l'équinoxe de printemps (21 mars),                                                          | Lelio Orsi                                                  |                                                          | vers 1555-1560                                         | encre et pierre noire                                            | H. 45 cm ; l. 33,8 cm                                                         | INV 2765 | Paris, musée du Louvre, département des Arts graphiques                            |
| | 31 B        | Meilleurs vœux pour 1998                                                                                           | Claude Closky                                               |                                                          | 1997                                                   | impression sur papier                                            | H. 10,5 cm ; l. 15 cm                                                         | | Collection de l'artiste                                                            |
| | 32          | Tablette d'époque kassite inscrite en cunéiforme : reconnaissance de dette exigible à l'époque de la moisson       | inconnu                                                     | Mésopotamie du sud (Irak)                                | vers 1300-1200 av. J.-C.                               | argile                                                           | H. 2,8 cm ; l. 3,1 cm ; ép. 1,5 cm                                            | AO 4072 A | Paris, musée du Louvre, département des Antiquités orientales                      |
| | 33          | Contrat de métayage (type de location agricole), daté du 3e mois (mai-juin) de la saison de la moisson             | inconnu                                                     | Thèbes, Égypte                                           | 533 av. J.-C.                                          | papyrus                                                          | H. 27 cm ; l. 24 cm                                                           | E 7836 | Paris, musée du Louvre, département des Antiquités égyptiennes                     |
| | 34          | Relief architectural romain : Dionysos et les quatre saisons (la dernière manquante)                               | inconnu                                                     | Bassin méditerranéen (Italie ?)                          | entre 50 et 25 av. J.-C.                               | marbre                                                           | H. 32 cm ; l. 44 cm                                                           | Ma 968 | Paris, musée du Louvre, département des Antiquités grecques, étrusques et romaines |
| | 35 A        | Allégorie des quatre saisons avec les signes du zodiaque : le Printemps,                                           | Lelio Orsi                                                  |                                                          | vers 1555-1560                                         | encre et lavis                                                   | H. 18 cm ; l. 43,2 cm                                                         | INV 3640 | Paris, musée du Louvre, département des Arts graphiques                            |
| | 35 B        | Allégorie des quatre saisons avec les signes du zodiaque : l'Été,                                                  | Lelio Orsi                                                  |                                                          | vers 1555-1560                                         | encre et lavis                                                   | H. 18 cm ; l. 43,2 cm                                                         | INV 10380 | Paris, musée du Louvre, département des Arts graphiques                            |
| | 35 C        | Allégorie des quatre saisons avec les signes du zodiaque : l'Hiver,                                                | Lelio Orsi                                                  |                                                          | vers 1555-1560                                         | encre et lavis                                                   | H. 18 cm ; l. 43,2 cm                                                         | INV 10379 | Paris, musée du Louvre, département des Arts graphiques                            |
| | 36          | Le Printemps L'Été                                                                                                 | Giuseppe Arcimboldo                                         |                                                          | 1573                                                   | huile sur bois                                                   | H. 76 cm ; l. 63 cm                                                           | INV 1964-30 INV 1964-31 | Paris, musée du Louvre, département des peintures                                  |
| | 37          | Seasons : February, Sakura, Sandering, La Rentrée                                                                  | Jana Sterbak                                                |                                                          | 2007                                                   | Quatre écrans et écouteurs audio                                 | H. 180 cm ; l. 220 cm                                                         | | Collection de l'artiste ; avec le soutien du Centre culturel canadien              |
| | 38          | Statue-cube du vizir Ouser, avec énumération des nombreuses fêtes lunaires de Thèbes,                              | inconnu                                                     | Karnak, Égypte                                           | entre 1479 et 1425 av. J.-C.                           | pierre (calcaire)                                                | H. 103 cm ; l. 46,5 cm ; pr. 71 cm                                            | A 127 | Paris, musée du Louvre, département des Antiquités égyptiennes                     |
| | 39          | Bassin daté du mois de Ramadan de l'an 738 du calendrier de l'Hégire                                               | inconnu                                                     | Fars, Iran                                               | 1338                                                   | cuivre, or et argent                                             | ép. 0,5 cm ; H. 11,5 cm                                                       | OA 7880-117 | Paris, musée du Louvre, département des Arts de l'Islam                            |
| | 40 A, B & C | Calendrier perpétuel pliable, ouvert : feuillet 12 (mois de décembre), première table, troisième table,            | inconnu                                                     | Angleterre ?                                             | vers 1338 ?                                            | parchemin, soie et velours                                       | H. 3,2 cm ; l. 13,5 cm ; pr. 2,4 cm                                           | MRR 185 | Paris, musée du Louvre, département des Objets d'art                               |
| | 41          | Le Cortège du bœuf gras lors de la fête du Mardi gras,                                                             | Philips Wouwermans                                          |                                                          | vers 1650-1655                                         | huile sur bois                                                   | H. 47,5 cm ; l. 41,5 cm                                                       | INV 1951 | Paris, musée du Louvre, département des peintures                                  |
| | 42          | La Famille du Grand Gayant de Douai, lors des fêtes des géants                                                     | Louis Watteau                                               |                                                          | 1780                                                   | huile sur bois                                                   | H. 58,5 cm ; l. 92 cm                                                         | Inv. 997.1 | Douai, musée de la Chartreuse                                                      |
| | 43 A        | Binbin, fils de M. et Mme Gayant                                                                                   | inconnu                                                     | Douai                                                    | vers 1950 (l'original datait du XVIIIe siècle)         | matériaux composites (osier et textile)                          | H. 240 cm                                                                     | | Douai, mairie de Douai                                                             |
| | 43 B        | Binbin | inconnu                                                     | Valenciennes                                             | XXe siècle (l'original datait du début du XIXe siècle) | matériaux composites (osier et textile)                          | H. 420 cm                                                                     | | Valenciennes, Association Val-en-Liesse                                            |
| [ * 3 ] | 44          | La géante Iris Clert, messagère des arts                                                                           | Raymond Hains, avec la collaboration de Stéphane Deleurence |                                                          | 1997                                                   | matériaux composites (osier et textile)                          | H. 350 cm                                                                     | | Collection Éric Fabre                                                              |
| | 45 A        | Almanach : « La remise des prix du Carousel royal de 1662 »                                                        | inconnu                                                     | Paris                                                    | 1663                                                   | estampe                                                          | H. 82,6 cm ; l. 53,5 cm                                                       | 26792 LR | Paris, musée du Louvre, collection Edmond de Rothschild                            |
| | 45 B        | Almanach : « Tout n'est que fumée contre la France »,                                                              | inconnu                                                     | Paris                                                    | 1692                                                   | estampe                                                          | H. 85,5 cm ; l. 55,5 cm                                                       | 27058 LR | Paris, musée du Louvre, collection Edmond de Rothschild                            |
| | 45 C        | Almanach : « Le bureau d'adresse pour les curieux où ils trouveront les événements de l'année 1696 »,              | inconnu                                                     | Paris                                                    | 1697                                                   | estampe                                                          | H. 89,6 cm ; l. 55,7 cm                                                       | 27097 LR | Paris, musée du Louvre, collection Edmond de Rothschild                            |
| | 46          | Timbre (cachet) avec la marque de C. Julius Alethes, daté du consulat de Silvanus et Augurinus                     | inconnu                                                     | Rome                                                     | 156 après J.-C.                                        | bronze                                                           | diam. 7,5 cm ; ép. ~ 4 cm                                                     | Br 4056 | Paris, musée du Louvre, département des Antiquités grecques, étrusques et romaines |
| | 47          | Inscription de dédicace provenant d'un temple à Vénus Vera Felix                                                   | inconnu                                                     | Gabies, Latium (région de Rome)                          | 168 après J.-C.                                        | marbre                                                           | H. 75 cm ; l. 164 cm                                                          | Ma 1562 | Paris, musée du Louvre, département des Antiquités grecques, étrusques et romaines |
| | 48          | Amphore panathénaïque : Athéna combattante ; deux lutteurs entre deux arbitres,                                    | inconnu                                                     | Athènes                                                  | vers 520 av. J.-C.                                     | argile                                                           | H. 61 cm ; diam. 33 cm                                                        | 2003.2.187 AN 49 | Boulogne-sur-Mer, Château-musée                                                    |
| | 49          | Amphore panathénaïque : Athéna combattante ; deux lutteurs et un arbitre,                                          | inconnu                                                     | Athènes                                                  | 324-323 av. J.-C.                                      | argile                                                           | H. 73 cm ; l. 33,4 cm                                                         | MNB 3223 | Paris, musée du Louvre, département des Antiquités grecques, étrusques et romaines |
| | 50          | Plaquette de fondation : génie tenant les palmes des millions d'années, symbole de l'éternité cyclique             | inconnu                                                     | Tanis, Égypte                                            | vers 978-959 av. J.-C.                                 | faïence siliceuse                                                | H. 3,8 cm ; l. 4 cm                                                           | E 15847 | Paris, musée du Louvre, département des Antiquités égyptiennes                     |
| | 51          | Plaquette de fondation : trois symboles dont celui de l'éternité linéaire                                          | inconnu                                                     | Tanis, Égypte                                            | vers 978-959 av. J.-C.                                 | faïence siliceuse                                                | H. 3,5 cm ; l. 4 cm                                                           | E 16223 | Paris, musée du Louvre, département des Antiquités égyptiennes                     |
| | 52          | Fragment de relief : la déesse Hathor tenant les palmes de millions d'années, symbole d'éternité                   | inconnu                                                     | Sesebi, Soudan                                           | vers 1350 av. J.-C.                                    | pierre (grès)                                                    | H. 55 cm ; l. 58 cm ; ép. 14 cm                                               | E 15595 | Paris, musée du Louvre, département des Antiquités égyptiennes                     |
| | 53          | L'Âge de fer | Atelier de Charles Le Brun                                  |                                                          | vers 1653-1690                                         | huile sur bois                                                   | H. 40 cm ; l. 52 cm                                                           | RF 2000-6 | Collection privée, don au musée du Louvre sous réserve d'usufruit                  |
| | 54          | L'Âge d'airain, | Atelier de Charles Le Brun                                  |                                                          | vers 1653-1690                                         | huile sur bois                                                   | H. 40 cm ; l. 52 cm                                                           | RF 2000-7 | Collection privée, don au musée du Louvre sous réserve d'usufruit                  |
| | 55          | Stèle funéraire de deux enfants et de leur pédagogue                                                               | inconnu                                                     | Nicodémie (Turquie)                                      | vers 120 après J.-C.                                   | marbre                                                           | H. 45 cm ; l. 40 cm ; pr. 6,5 cm                                              | Ma 4498 | Paris, musée du Louvre, département des Antiquités grecques, étrusques et romaines |
| | 56          | Autoportrait à vingt-et-un ans,                                                                                    | Alexandre-Denis Abel de Pujol                               |                                                          | 1806                                                   | huile sur toile                                                  | H. 71,5 cm ; l. 55,5 cm                                                       | P. 41.1.293 | Valenciennes, musée des beaux-arts                                                 |
| | 57          | Autoportrait à vingt-sept ans                                                                                      | Alexandre-Denis Abel de Pujol                               |                                                          | 1812                                                   | huile sur toile                                                  | H. 55,2 cm ; l. 46 cm                                                         | P. 46.1.166 | Valenciennes, musée des beaux-arts                                                 |
| | 58-1        | Jennifer Flay, portrait au 7 février 1991                                                                          | Claude Closky                                               |                                                          | 1991                                                   | bromure marouflé sur aluminium                                   | H. 45 cm ; l. 62 cm                                                           | | Collection Jennifer Flay, Paris                                                    |
| | 58-2        | Daniel Lesbaches, portrait au 15 février 1999,                                                                     | Claude Closky                                               |                                                          | 1999                                                   | bromure marouflé sur aluminium                                   | H. 45 cm ; l. 62 cm                                                           | | Collection Daniel Lesbaches, Paris                                                 |
| | 58-3        | Philippe Piguet, portrait au 29 octobre 1992,                                                                      | Claude Closky                                               |                                                          | 1992                                                   | bromure marouflé sur aluminium                                   | H. 45 cm ; l. 62 cm                                                           | | Collection Philippe Piguet, Paris                                                  |
| | 59          | Le fils aîné de l'artiste à l'âge de trois mois                                                                    | Jean-Baptiste Carpeaux                                      |                                                          | 1870                                                   | plâtre                                                           | H. 25 cm ; l. 17,2 cm ; ép. 17,5 cm                                           | S.64.1.2 | Valenciennes, musée des beaux-arts                                                 |
| | 60          | Buste du sculpteur Aimé-Jules Dalou (1838-1902),                                                                   | Auguste Rodin                                               |                                                          | 1883                                                   | bronze                                                           | H. 54 cm ; l. 45 cm                                                           | D 2000.6.1 | Roubaix, La Piscine (dépôt du musée Rodin)                                         |
| | 61 A        | Les Trois Parques                                                                                                  | Andrea Boscoli                                              |                                                          | vers 1600                                              | encre et lavis                                                   | H. 33,4 cm ; l. 23,1 cm                                                       | INV 668 | Paris, musée du Louvre, département des Arts graphiques                            |
| | 61 B        | Les Trois Parques entourant un écu surmonté d'un chapeau de cardinal                                               | inconnu                                                     | Italie                                                   | vers 1600-1700                                         | pierre noire et encre                                            | H. 13,1 cm ; l. 17,1 cm                                                       | INV 13011 | Paris, musée du Louvre, département des Arts graphiques                            |
| | 61 C        | Les Trois Parques avec deux angelots                                                                               | Benedetto Luti                                              |                                                          | vers 1715-1724                                         | pierre noire, encre et lavis                                     | H. 21,4 cm ; l. 17,5 cm                                                       | INV 1280 | Paris, musée du Louvre, département des Arts graphiques                            |
| | 62          | Enfant endormi, | Entourage (?) de Leonhard Kern                              |                                                          | vers 1650-1700                                         | ivoire                                                           | H. 29,7 cm ; l. 27,7 cm ; pr. 14,3 cm                                         | MR 355 | Paris, musée du Louvre, département des objets d'art                               |
| | 63          | Memento mori (« Souviens-toi que tu vas mourir »)                                                                  | Attribué à Luigi Miradori ou son entourage                  |                                                          | vers 1650-1700                                         | huile sur toile                                                  | H. 37,4 cm ; l. 49,5 cm                                                       | Inv. 863-1-10 | Arras, musée des beaux-arts                                                        |
| | 64 C        | Degrés des âges,                                                                                                   | inconnu                                                     | Épinal, France                                           | vers 1800-1814                                         | estampe                                                          | H. 32,4 cm ; l. 42,3 cm                                                       | 52.39.137 C | Marseille, musée des Civilisations de l'Europe                                     |
| | 65 A        | Les Types de la nature humaine : la Jeunesse et l'Aurore                                                           | Jérôme Wierix                                               |                                                          | vers 1575-1615                                         | estampe                                                          | H. 30 cm ; l. 21,5 cm                                                         | 2006.08.0251 (01) | Gravelines, musée du Dessin et de l'Estampe originale                              |
| | 65 B        | Les Types de la nature humaine : l’Âge mur et le Midi                                                              | Jérôme Wierix                                               |                                                          | vers 1575-1615                                         | estampe                                                          | H. 30 cm ; l. 21,5 cm                                                         | 2006.08.0251 (02) | Gravelines, musée du Dessin et de l'Estampe originale                              |
| | 65 C        | Les Types de la nature humaine : la Vieillesse et le Soir                                                          | Jérôme Wierix                                               |                                                          | vers 1575-1615                                         | estampe                                                          | H. 30 cm ; l. 21,5 cm                                                         | 2006.08.0251 (03) | Gravelines, musée du Dessin et de l'Estampe originale                              |
| | 66          | La Création du monde,                                                                                              | inconnu                                                     | France                                                   | vers 1600-1700                                         | huile sur toile                                                  | H. 153 cm ; l. 120 cm                                                         | Inv. 313 | Tourcoing, MUba Eugène Leroy                                                       |
| | 67          | Monument funéraire de Hue Walois et sa famille provenant de l'ancien cimetière Saint-Nicaise,                      | inconnu                                                     | Arras                                                    | vers 1412-1414                                         | pierre de Tournai                                                | H. 174 cm ; l. 130 cm ; pr. 16 cm                                             | Inv. 840.1.2 | Arras, musée des beaux-arts                                                        |
| | 68          | Monument funéraire de deux religieuses de l'abbaye d'Étrun                                                         | inconnu                                                     | Artois, nord de la France                                | vers 1425-1450                                         | pierre (calcaire) peinte                                         | H. 81 cm ; l. 78 cm ; pr. 24 cm                                               | RFR 40 | Paris, musée du Louvre, département des sculptures                                 |
| | 69          | Cylindre inscrit en cunéiforme : liste des rois sumériens depuis les origines,                                     | inconnu                                                     | Suse (Iran)                                              | vers 1900-1800 av. J.-C.                               | terre cuite                                                      | H. 15,5 cm ; diam. 13,8 cm                                                    | Sb 11938 | Paris, musée du Louvre, département des Antiquités orientales                      |
| | 70          | Le roi de Rome, fils de Napoléon Ier, empereur des Français de 1804 à 1815                                         | Pierre-Paul Prud'hon                                        |                                                          | 1811                                                   | huile sur toile                                                  | H. 46 cm ; l. 56 cm                                                           | RF 1982-19 | Paris, musée du Louvre, département des peintures                                  |
| | 71          | Autel consacré à un dieu anonyme, daté de l'an 453 du calendrier séleucide,                                        | inconnu                                                     | Palmyre, Syrie                                           | 142 après J.-C.                                        | pierre (calcaire)                                                | H. 74 cm ; l. 32 cm                                                           | AO 28377 | Paris, musée du Louvre, département des Antiquités orientales                      |
| | 72          | Dédicace d'un portique daté de l'an 53 du calendrier de la ville de Tyr et de l'an 26 de Ptolémée III,             | inconnu                                                     | Ma'ashouq, environs de Tyr, Liban                        | vers 222-221 av. J.-C.                                 | pierre (calcaire)                                                | H. 27 cm ; l. 32,5 cm ; pr. 9 cm                                              | AO 1440 | Paris, musée du Louvre, département des Antiquités orientales                      |
| | 73          | Tablette inscrite en cunéiforme : liste des 43 années de règne du souverain babylonien Hammurabi,                  | inconnu                                                     | Mésopotamie, Irak                                        | vers 1750 av. J.-C.                                    | terre cuite                                                      | H. 12,7 cm ; l. 6 cm ; ép. 2,8 cm                                             | AO 7664 | Paris, musée du Louvre, département des Antiquités orientales                      |
| | 74          | Tablette inscrite en cunéiforme : contrat de règlement de créance daté de l'an 6 du roi perse Cyrus Ier            | inconnu                                                     | Uruk, Mésopotamie du Sud (Irak)                          | 533 av. J.-C.                                          | terre cuite                                                      | H. 6,2 cm ; l. 4,7 cm                                                         | AO 7672 | Paris, musée du Louvre, département des Antiquités orientales                      |
| | 75 B        | Abrégé chronologique de l'histoire de France : deuxième planche, de Hugues Capet (987-996) à Charles X (1824-1830) | A. Clément                                                  |                                                          | 1837                                                   | estampe                                                          | H. 52,5 cm ; l. 56,5 cm                                                       | BA.E.425-1 | Dunkerque, musée des beaux-arts                                                    |
| | 76          | Buste du sculpteur Augustin Pajou (1730-1809), daté de l'an VI du calendrier républicain et de 1797,               | Philippe-Laurent Roland                                     |                                                          | 1797                                                   | terre cuite                                                      | H. 57 cm ; l. 51 cm ; pr. 31 cm                                               | RF 778 | Paris, musée du Louvre, département des sculptures                                 |
| | 77          | Stèle funéraire du diacre Pantoléos, datée de l'an 641 du calendrier copte,                                        | inconnu                                                     | Fayoum (?), Égypte                                       | 925 après J.-C.                                        | bois                                                             | H. 40 cm ; l. 9,5 cm                                                          | E 25091 | Paris, musée du Louvre, département des Antiquités égyptiennes                     |
| | 78          | Aiguière datée de l'an 586 du calendrier de l'Hégire                                                               | inconnu                                                     | Iran                                                     | 1190                                                   | alliage de cuivre, argent et cuivre rouge                        | diam. 10,5 cm (min.) ; ép. 0,2 cm ; H. 22,2 cm ; l. 13,6 cm (max., avec anse) | OA 6314 | Paris, musée du Louvre, département des Arts de l'Islam                            |
| | 79-1 79-2   | 8 DEC. 1994, 9 DEC. 1994                                                                                           | On Kawara                                                   |                                                          | 1994                                                   | huile sur toile, boîte et matériaux composites (journal, carton) | H. 25,5 cm ; l. 33 cm ; ép. 4,5 cm                                            | 94.21.1 94.22.1 | Dunkerque, Fonds régional d'art contemporain                                       |
| [ * 3 ] | 80          | IT'S TIME, | Olga Kisseleva et Sylvain Reynal                            |                                                          | 2011                                                   | deux écrans et pupitre interactif                                |                                                                               | | Collection de l'artiste                                                            |
| 1. 2. 3. |             | |                                                             |                                                          |                                                        |                                                                  |                                                                               | |                                                                                    |

### Œuvres non présentées
Quatre œuvres n'ont pas été exposées.
| Illustration | No   | Titre | Artiste           | Origine géographique | Date           | Technique/matériaux | Dimensions              | Numéro d'inventaire | Prêteur                                        |
| ------------ | ---- | --- | ----------------- | -------------------- | -------------- | ------------------- | ----------------------- | ------------------- | ---------------------------------------------- |
|              | 5    | Paysage, le soir,                                                                                         | Théodore Rousseau |                      | vers 1830-1860 | huile sur toile     | H. 22 cm ; l. 41 cm     | Inv. 934.I.28       | Arras, musée des Beaux-Arts                    |
|              | 64 A | Degrés des âges                                                                                           | inconnu           | Épinal, France       | vers 1800-1814 | estampe             | H. 32,4 cm ; l. 42,3 cm | 65.75.312 C         | Marseille, musée des Civilisations de l'Europe |
|              | 64 B | Degrés des âges                                                                                           | inconnu           | Épinal, France       | vers 1800-1814 | estampe             | H. 32,4 cm ; l. 42,3 cm | 45.36.3 C           | Marseille, musée des Civilisations de l'Europe |
|              | 75 A | Abrégé chronologique de l'histoire de France : première planche, de Clovis (481-511) à Louis V (986-987), | A. Clément        |                      | 1837           | estampe             | H. 50 cm ; l. 64,4 cm   | BA.E.425-2          | Dunkerque, musée des beaux-arts                |
|              |      | |                   |                      |                |                     |                         |                     |                                                |